# 膜叶鳞盖蕨
膜叶鳞盖蕨（学名：Microlepia tenella）为姬蕨科鳞盖蕨属下的一个种。

## 扩展阅读
維基物種上的相關：膜叶鳞盖蕨